# Прапор Рясне-Руського
Пра́пор Рясне-Руського — офіційний символ села Рясне-Руське Львівської області, затверджений 25 червня 2009 року сесією сільської ради.
Автор — А. Гречило.

## Опис прапора
Квадратне синє полотнище, на якому в жовтому квадраті (його кути розташовані посередині країв прапора) чорна підкова вухами вгору, у ній — червоний кетяг калини з трьома зеленими листочками.
Символіка відповідає тій, що використовується у гербі села.

## Зміст
Прапор несе основні елементи з герба села.